# Krasotilya L'Ohol
Krasotilya L'Ohol (angleško Bellatrix Lestrange) je izmišljen lik iz serije fantazijskih romanov o Harryju Potterju britanske pisateljice J. K. Rowling. 
Je čistokrvna čarovnica, rojena v aristokratski družini Black, kot najstarejša hči Cygnusa Blacka III in Druelle Rosier. Bila je sestra Andromede Tange in Narcisse Malfoy. Je tudi Siriusova sestrična, ter teta Dreca Malfoya in Fatale Tange, katero je tudi ubila. Prihaja iz družine čistokrvnih in je kot čistokrvna čarovnica družine Black dobila bogato življenje. Siriusa Blacka ubije v knjigi Harry Potter in Feniksov red.  
Ko je obiskovala Bradavičarko ,je bila v Spolzgadu. Po diplomi je postala Jedec smrti in bila je najbolj zvesta Mrlakensteinu ter je ena najbolj nevarnih in najmočnejših čarovnic spoh.
Ob koncu prve čarovniški vojne so Krasotillya, Rodolphus L'Ohol (njen mož), Rabastan L'Ohol (možev brat) in Barty Hulesh mlajši sodelovali pri mučenju aurorjev Franka in Alice Longbottom, staršev Nevilla Velerita s kletvijo križanih, da bi prišli do informacij. Ti so bili ujeti in obsojeni na dosmrtno ječo v Azkabanu. Iz zapora jo je rešil Tisti, Ki Ga Ne Smemo Imenovati, po 14-ih letih.
Leta 1996 je  pobegnila iz Azkabana, skupaj z devetimi drugimi Jedci smrti. Njen cilj je bil ubiti vse sorodnike, ki so bili člani Feniksovega reda, vključno z bratrancem Siriusom in nečakinjo Fatale ter vse ki nasprotujejo Mrlakensteinu. Ubije tudi Traptsa s svojim nožem.
Med zadnjo bitko je bila poleg Lorda Mrlakensteina zadnji Jedec smrti ki stoji na nogah, vendar je bila na koncu ubita v dvoboju s strani Molly Weasley, ko je skoraj ubila njeno hčerko Ginny. Čeprav Molly ni bila tako močna kot Krasotilya, saj je njo osebno učil Mrlakenstein je ona ni resno vzela in je zaradi nepripravljenosti umrla. Ko Molly izvede dobro usmerjen urok se ta  mrtva zruši na tla. Zaradi tega Lord Voldemort zakriči v besu in vsmeri svojo palico v Molly. Reši jo Harry Potter.
V knjigi Harry Potter in otrok preklestva izvemo, da je tik pred smrtjo rodila hčerko z imenom Delphini, katere oče je Lord Voldemort. 